# Angelos Basinas
Angelos Basinas (Chalkida, 3 de janeiro de 1976) é um ex-futebolista profissional grego que atuava como volante, campeão da Euro 2004.

## Carreira
Basinas é mais conhecido pelo seu importante papel na conquista da Eurocopa de 2004, disputada em Portugal e na sua carreira em que passou boa parte no Panathinaikos e AEK Atenas.
Pela seleção grega disputou a Eurocopa de 2004 e 2008, além da Copa do Mundo de 2010.
Aposentou-se no futebol francês em 2011 e da seleção grega em 2009.

## Títulos
- Panathinaikos:

- Campeonato Grego: 1996, 2004
- Copa da Grécia: 2004

Seleção Grega de Futebol
- EuroCopa: 2004

## Ligações Externas
- Perfil em Fifa.com (em inglês)